# Диржаниця
Диржа́ниця (болг. Държаница) — село у Видинській області Болгарії. Входить до складу общини Димово.

## Населення
За даними перепису населення 2011 року у селі проживали 117 осіб, усі — болгари.
Розподіл населення за віком у 2011 році:
Динаміка населення: